# Pinnaxodes floridensis
Pinnaxodes floridensis är en kräftdjursart som beskrevs av H. W. Wells och M. J. Wells 1961. Pinnaxodes floridensis ingår i släktet Pinnaxodes och familjen Pinnotheridae. Inga underarter finns listade i Catalogue of Life.